# Sandra Faber
Sandra Moore Faber (Boston, 12 dicembre 1944) è un'astronoma e astrofisica statunitense, conosciuta per le sue ricerche sulla formazione ed evoluzione galattica. Docente di astronomia e astrofisica  all'Università della California, Santa Cruz, lavora presso l'Osservatorio Lick.
Ha fatto scoperte importanti che collegano la luminosità delle galassie alla velocità delle stelle al loro interno, ed è stata co-scopritrice della relazione di Faber-Jackson. Ha svolto un ruolo determinante nella progettazione dei telescopi Keck situati alle Hawaii.

## Biografia
Sandra Faber ha studiato presso il Swarthmore College, laureandosi in fisica nel 1966 e conseguendo successivamente il dottorato di ricerca (PhD) in astronomia nel 1972 presso l'Università di Harvard, specializzandosi in astronomia ottica osservativa sotto la direzione di I. John Danziger. In quel periodo l'unico osservatorio disponibile per lei fu il Kitt Peak National Observatory, che risultava tecnologicamente inadeguato alla complessità dei suoi studi. Nel 1995 è stata nominata professore presso l'Università della California, Santa Cruz.

### Le ricerche scientifiche
Nel 1972, Sandra Faber raggiunse l'Osservatorio di Lick presso l'Università della California, Santa Cruz, diventando la prima donna nello staff. Nel 1976, osservò la relazione tra la luminosità e lo spettro delle galassie con le velocità orbitali e i movimenti delle stelle al loro interno. La legge che ne risultò divenne nota come relazione di Faber-Jackson, in quanto sviluppata insieme al dottorando Robert Jackson. Tre anni dopo, lei e il suo collaboratore John S. Gallagher, pubblicarono un documento che raccoglieva tutte le prove dell'esistenza della materia oscura pubblicate fino a quel momento. Nel 1983, pubblicò una ricerca originale che mostrava che la materia oscura non è composta da neutrini che viaggiano ad alte velocità (materia oscura calda), ma, probabilmente, è composta da particelle "lente" ancora da scoprire (materia oscura fredda).
Intorno al 1984, la Faber collaborò con Joel Primack, George Blumenthal e Martin Rees, per chiarire la loro teoria di come la materia oscura fosse parte della formazione e dell'evoluzione delle galassie. Questa fu la prima ipotesi su come le galassie si sono formate e si sono evolute dal Big Bang ad oggi. Mentre alcuni aspetti sono risultati errati, il documento rimane ancora l'attuale paradigma per le informazioni sulla struttura dell'universo; inoltre, lei e i suoi collaboratori scoprirono flussi di galassie ad alta velocità.
Nel 1985, fu coinvolta nella costruzione del Telescopio Keck e nella costruzione della prima telecamera WFPC (Wide Field/Planetary Camera) per il Telescopio spaziale Hubble. Il fisico Jerry Nelson dell'Università della California - Berkeley progettò il telescopio Keck, mentre Faber contribuì a vendere l'idea di grandi telescopi ottici in tutto il mondo. Il telescopio Keck è, al 2019, il secondo più grande telescopio ottico al mondo, con uno specchio primario di 10 metri costituito da 36 segmenti esagonali.
Sandra Faber ha presieduto il comitato direttivo scientifico che ha supervisionato lo strumento per la prima luce del Keck I. Ha insistito sull'alta qualità ottica per lo specchio primario del Keck I, e continuato a lavorare anche su Keck II.
Durante gli ultimi anni '80, la Faber fu coinvolta in un progetto di otto anni chiamato Seven Samurai, che tentò di catalogare le dimensioni e le velocità orbitali di 400 galassie. Sebbene questo obiettivo non sia stato raggiunto, il gruppo sviluppò un metodo per stimare la distanza di una generica galassia, che è diventato uno dei modi più affidabili per misurare la densità totale dell'universo.
Nel 1990, assistette alla messa in orbita della telecamera WFPC (Wide Field/Planetary Camera) del telescopio spaziale Hubble e definì questa fase come una delle più esaltanti e note della sua carriera. L'ottica di Hubble era imperfetta e la Faber e il suo team contribuirono a diagnosticare la causa come aberrazione sferica.
La Faber fu anche l'investigatrice principale del team Nuker Team, che usò il telescopio spaziale Hubble per cercare i buchi neri supermassicci al centro delle galassie.
Uno dei suoi lavori più recenti include l'aggiunta di un nuovo spettrografo ottico per il telescopio Keck II, che ha visto la sua prima luce nel 1996. Questa nuova aggiunta avrebbe aumentato la capacità di Keck II di osservare le galassie più lontane di 13 volte. Partecipò con altri scienziati alla creazione del progetto CANDELS, la più grande mappatura dell'universo attraverso il Telescopio Hubble.
Oltre a ciò, guidò lo sviluppo dello strumento DEIMOS sui telescopi Keck per ottenere spettri di galassie cosmologicamente distanti. Il 1 agosto 2012 diventò la direttrice ad interim degli osservatori dell'Università della California.
Sandra Faber è coredattrice dell'Annual Review of Astronomy and Astrophysics.

## Vita privata
La Faber ha sposato Andrew Leigh Faber, un ricercatore del Swarthmore College, il 9 giugno 1967. Dal matrimonio sono nate due figlie: Robin e Holly.

## Pubblicazioni
- A Relationship between Nuclear Black Hole Mass and Galaxy Velocity Dispersion, K. Gebhardt et al., Astrophysical Journal, 531, 13, 2000
- The Demography of Massive Dark Objects in Galaxy Centers, J. Magorrian et al., AJ, 115, 2285, 1998
- Velocity dispersions and mass-to-light ratios for elliptical galaxies, S.M. Faber and R.E. Jackson, Astrophysical Journal, 204, 668, 1976
- Formation of galaxies and large-scale structure with cold dark matter, G. Blumenthal et al., Nature, 311, 517, 1984
- Spectroscopy and photometry of elliptical galaxies. I - A new distance estimator, A. Dressler et al., Astrophysical Journal, 313, 42, 1987
- Masses and mass-to-light ratios of galaxies, S.M. Faber & J. S. Gallagher, Annual Review of Astronomy and Astrophysics, 17, 135, 1979
- Spectroscopy and photometry of elliptical galaxies. V - Galaxy streaming toward the new supergalactic center, D. Lynden-Bell et al., Astrophysical Journal, 326, 19, 1988
- The Centers of Early-Type Galaxies with HST. IV. Central Parameter Relations, S.M. Faber et al., Astronomical Journal, 114, 1771, 1997
- Galaxy Luminosity Functions to z~1 from DEEP2 and COMBO-17: Implications for Red Galaxy Formation, S.M. Faber et al., Astrophysical Journal, 665, 265, 2007

## Riconoscimenti e onorificenze
- Bart J. Bok Prize, Harvard University (1978)[1]
- National Academy of Sciences (1985)
- Dannie Heineman Prize for Astrophysics (1985)[11][12]
- American Philosophical Society ('2001)
- Harvard Centennial Medal (2006)
- Bower Award e Prize for Achievement in Science, Franklin Institute (2009)[1][11]
- Henry Norris Russell Lectureship, American Astronomical Society (2011)[11]
- Bruce Medal, Astronomical Society of the Pacific (2012)[11]
- Karl Schwarzschild Medal, German Astronomical Society (2012)[11]
- National Medal of Science (2012)[11][13]
- Gruber Prize in Cosmology (2017)[11][14]
- Magellanic Premium Medal (2018)[15]
- Annette de Vaucouleurs Medal, University of Texas
- Medaille de l'Institut d'astrophysique de Paris
- Alfred P. Sloan Foundation Fellow
- Dottorati onorari dell'University of Chicago, University of Michigan, University of Pennsylvania, Swarthmore College e Williams College[16][17]
- Membro dell'American Academy of Arts and Sciences
- Membro del Harvard Board of Overseers
- Membro, Board of Trustees del Carnegie Institution for Science
- Le è stato dedicato l'asteroide 283277 Faber[11].